# روبرت فوغل
روبرت فوجل (بالإنجليزية: Robert W. Fogel)‏ من مواليد (و. مدينة نيويورك عام 1 يوليو 1926-ت. 11 يونيو 2013). ولد لأسرة هاجرت من مدينة أوديسا في روسيا ثم التحق بجامعة كورنيل (1948) واستمر في جامعة كولومبيا حيث حصل على الماجستير في 1960 وفي جامعة جونز هوبكنز وقد عانى من تفشي البطالة والكساد الكبير.

## حياته
بدأ حياته مع الاعتقاد بإمكانية الجمع بين دراسة التاريخ الاقتصاد بحيث يكتشف القوى الأساسية التي تحدد التغييرات التكنولوجية والمؤسسية على مر العصور وهذا يشير إلى معرفة الحلول للمشاكل الراهنة من عدم الاستقرار الاقتصادي فنحن لا نعرف حقا عن دور المصنع في النظام الاقتصادي والتغيير المؤسسي خلال القرن التاسع عشر؟ ماهي طبيعته وحجم مساهمته خاصة التكنولوجيات الجديدة كالسكك الحديدية ومصانع الصلب والنمو الاقتصادي؟ كما أن الإجابة على هذه الأسئلة، واستخدام أكبر أن تكون كمية أدلة ما أوضحته أحدث الأساليب الإحصائية والتحليلية التي كانت تدرس آنذاك في قسم الاقتصاد. كان يريد بداية غير تقليدية للمؤرخ الاقتصادي وفي كولومبيا كان جورج ستجللر وغوودريتش كارتر الذي كان يدرس في تسلسل التاريخ الاقتصادى الأمريكي. كان ستجللر يحاول إحياء نظرية الاقتصاد الجزئي. وكان غوودريتش مبهرا ليس فقط لعلمه في الأدبيات الاقتصادية الأميركية التاريخية لكن أيضا مع استعداده لتحديد الثغرات في القضايا الرئيسية.
رغم أن غوودريتش نفسه لم يستخدم الرياضيات والأساليب الإحصائية الاقتصادية، فقد شجعه على القيام بذلك. وكان سيمون كوزنتس الذي أشرف على رسالته للدكتوراه، وكان كوزنتس في سياق القيمة ليس فقط لمضمون المادة ولكن أيضا على الطريقة التي استخدمت لنقل القياس وأظهر مرارا أن مشكلة الإحصاء المركزي في الاقتصاد العشوائي غير المنظم ولكن خطأ التحيز في البيانات وأعرب عن عدد من القوى إزاء التعامل مع هذه المشكلة، خصوصا تأكيد دور تحليل الحساسية.
في الوقت الذي تركت الإقامة في جونز هوبكنز، عمل باتجاهين الأولى قياس إثر الابتكارات العلمية والتكنولوجية والسياسات الحكومية الرئيسية والبيئية والتغيرات المؤسسة على مسار النمو الاقتصادي. والثانية هي تشجيع التوسع في استخدام النماذج الرياضية والطرق الإحصائيه لدراسة الاقتصاد طويل الأجل الذي يركز المؤرخون الاقتصاديون عليه. وكان يعتقد أن هذان الهدفان مترابطان ترابطا وثيقا، عامل أساسي آخر كان السهولة من حيث معالجة البيانات بفضل التقدم السريع في أجهزة الحاسوب والبرمجيات هذه التطورات جعلت من الممكن العمل مع البيانات أكثر. من الربط بين بيانات عن الأفراد والأسر من طائفة واسعة من المصادر والمحفوظات البيانات يمكن أن تكون معدة خصيصا للخصوصا المسائل الاقتصادية.
فالمصادر المخطوطة تتضمن جداول التعدادات والسجلات إثبات صحة الوصية والعسكرية وسجلات المعاشات وسلالات النسب الضريبية، وقوائم شهادات الوفاة، وسجلات الصحة العامة. في سياق هذا الاستعراض تشاور مع سيمون كوزنتس وجيم دوغلاس، ونورث ياسترلين، وريتشارد وغيرهم. بعد أكثر من سنة من التحقيق، توصلوا إلى فهم مصادر التدهور الطويل الأجل في معدلات الادخار والاستثمار، العوامل المؤثره على معدل التغير التكنولوجي أو طويلة الأجل التحولات في التركيب الديمغرافي للسكان والقوى العاملة، هذه البيانات فتحت احتمالات جديدة للدراسة مثل تفاعل العوامل الاقتصادية والثقافية والتأثير المتبادل على متغيرات مثل معدل الادخار، نسبة دخول النساء إلى القوى العاملة، الخصوبة والوفيات وعدم المساواة في توزيع الثروة، معدلات الهجرة، ومعدلات النشاط الاقتصادي والحراك الاجتماعي، هذه البيانات لا يمكن ان تنشأ من مجموعة واحدة من سجلات لكن المطلوب ربط عدة أنواع مختلفة من السجلات، وقد مضى أكثر من نصف عقد من العمل لتحقيق إمكانات هذه البيانات، وضع إجراءات لاسترجاع البيانات وإدارة الملفات وتحديد جدوى المشروع ولكن هناك شكوكا حول نوعية بعض البيانات، حول ما إذا كانت البرامج والبرمجة المتقدمة في ذلك الوقت كانت كافية لمعالجة هذا العدد الكبير من البيانات، وعما إذا كان المشروع يمكن أن يكتمل خلال الميزانية المقترحة. والتي اثبتت فعالية البرامج من تحليل المعلومات الواردة في الثانوية. استغرق اربع سنوات اضافية لاستكمال المرحلة الثانية من مبررات المشروع. هذه المشاريع قد تم تعزيزها في جزء من وفورات الحجم في تنظيف واسترجاع البيانات ومجموعات جزئية من مجموعة واسعة من المهارات المطلوبة للتلاعب، تحليل وتفسير البيانات. وقد حقق فوجل شهرة واسعة بين المؤرخين الاقتصاديين، كما عمل مساعد مدير مركز التعليم المهني المستمر منذ عام 1981.

## روابط خارجية
- روبرت فوغل على موقع الموسوعة البريطانية (الإنجليزية)
- روبرت فوغل على موقع مونزينجر (الألمانية)
- روبرت فوغل على موقع إن إن دي بي (الإنجليزية)